# ترزو (بازیکن فوتبال)
آنتونیو دا سیلوا ترزو با نام مستعار ترزو (پرتغالی: Terezo; ۷ اکتبر ۱۹۵۳ – ۷ مهٔ ۲۰۱۳) بازیکن فوتبال اهل برزیل بود.
از باشگاه‌هایی که در آن بازی کرده‌است می‌توان به باشگاه فوتبال آمریکا (ریو دو ژانیرو) اشاره کرد.
وی همچنین در تیم ملی فوتبال برزیل بازی کرده‌است.